# Самуел Белами
Самуел Белами (на английски: Samuel Bellamy), по-късно известен като „Черния Сам“, е английски пират от 18 век. Той е най-богатият пират на всички времена.
Всява страх у мореплавателите в продължение на две години. От неговия екипаж започват своята кариера едни от най-известните пирати на всички времена, включително Едуард Тийч – „Черната брада“ и Чарлз Вейн. Състоянието, което натрупва само за две години е над 100 милиона паунда, като заедно със своя екипаж напада и обира над 50 кораба.

## Биография
Роден е на 23 февруари 1689 година в енорията Хитислей, графство Девън, Англия, най-малкото от шестте деца на Стивън и Елизабет Белами. Майка му умира скоро след раждането му.
Самуел става моряк в много ранна възраст, а като юноша се присъединява към Кралския флот участвайки в няколко битки. Около 1715 г. пътува до Кейп Код, САЩ, където се влюбва в местната индианка Мария Халет, но няма с какво да плати „откуп за невяста“ на родителите ѝ. В началото на 1716 г., с група мъже, Белами напуска Кейп Код, за да търси съкровища на брега на Флорида, където през 1715 г., поради мощен ураган, потъват 11 кораба от испанския флот, натоварени със злато и скъпоценни камъни. Към тях се присъединява и 40-годишният Полгрейв Уилямс, син на главния прокурор на Роуд Айлънд Джон Уилямс, с когото се сприятелява в Бостън. За съжаление, по-голяма част от тези съкровища вече били прибрани от флоти, които имали по-големи екипажи и по-добро оборудване и Белами, заедно с приятеля си Полгрейв, решават да станат пирати. Двамата обаче не се справят много добре в началото и почти решават да се откажат. Вместо това решават да продължат да търсят съкровището. Белами става боцман на пиратски кораб. Скоро организира метеж на кораба и става негов капитан.
Белами е начело на своя екипаж при нападението на над 50 кораба в Карибите и Атлантическия океан в периода 1716 – 1717 г. През февруари 1717 г. неговият екипаж превзема британския кораб за транспортиране на роби „Уайда“. Те плячкосват над 20 000 британски паунда и цяло състояние в злато и други стоки за търговия.
Белами превръща „Уайда“ в своя флагмански кораб. Монтират 28 оръдия на борда и започват с терора си над търговските пътища на Атлантика. Два месеца по-късно, на връщане към Бостън, корабът му се озовава в буря и оцеляват само двама моряка. Белами е само на 28 години, когато загива, но за това време успява да плячкоса достатъчно кораби, за да стане най-богатият пират в историята.

## Репутация
Смятан е за един от най-добродушните пирати. Когато сваля предишния капитан на кораба, не го убива (както е било обичайно), а го пуска на свобода. Когато извършва най-големия си грабеж – открадването на кораба „Уайда“ – оставя на капитана му стария си кораб. Любопитно е, че той е най-богатият пират в историята на пиратството.